# クィントゥス・アウリウス・ケッレタヌス
クィントゥス・アウリウス・ケッレタヌス（ラテン語: Quintus Aulius Cerretanus、- 紀元前315年）は紀元前4世紀の共和政ローマの政治家・軍人。紀元前323年と紀元前319年に執政官（コンスル）を務めた。

## 出自
プレブス（平民）であるアウリウス氏族の出身。氏族ではただ一人の執政官である、父も祖父もプラエノーメン（第一名）はクィントゥスである。ノーメン（第二名、氏族名）に関しては、ティトゥス・リウィウスはアエミリウスもしくはアウリウスとしているが、アエリウスまたはアイリオスとするものもある。

## 経歴
紀元前323年、ケッレタヌスは執政官に就任。同僚執政官はパトリキ（貴族）のガイウス・スルピキウス・ロングスであった。クジの結果ロングスはサムニウムとの戦いを担当した。一旦山岳部に退避したサムニウム人は、前年のローマとの休戦条約を無視してこの頃都市部に戻ってきていた。他方ケッレタヌスはアプリア（現在のプッリャ州北部・中部）に侵攻した。両者共に敵領土の略奪を行ったが、敵は見つからず野戦に持ち込むことはできなかった。
ケッレタヌスは紀元前319年に二度目の執政官に就任。同僚執政官はルキウス・パピリウス・クルソルであった。ケッレタヌスは一度の戦闘でフェレンタニを降伏させた。フェレンタニはルカニアで敗北したあとサムニウムの敗残兵を受け入れていた。
紀元前315年、ケッレタヌスは独裁官（ディクタトル）クィントゥス・ファビウス・マクシムス・ルリアヌスのマギステル・エクィトゥム（騎兵長官）に指名された。リウィウスによると、ケッレタヌスはサティクラ（en）の城壁近くでサムニウム騎兵と激突し戦死した。
しかし、リウィウスは別説として、ケッレタヌスが戦死したのはサティクラではなくラウトゥラエの戦いであるとも述べている。ディオドロスによると、彼は混乱し崩壊する戦線の中、逃走を恥じて一人踏みとどまり戦死したという。